# Ghaffār Ḩājjī
Ghaffār Ḩājjī (persiska: غفار حاجی) är en ort i Iran.   Den ligger i provinsen Golestan, i den norra delen av landet, 280 km nordost om huvudstaden Teheran. Antalet invånare är 108.
Terrängen runt Ghaffār Ḩājjī är mycket platt. Runt Ghaffār Ḩājjī är det ganska tätbefolkat, med 86 invånare per kvadratkilometer. Närmaste större samhälle är Bandar-e Torkaman, 12,2 km sydväst om Ghaffār Ḩājjī. Trakten runt Ghaffār Ḩājjī består till största delen av jordbruksmark.